# Броли (аэропорт)
Муниципальный аэропорт Броли (англ. Brawley Municipal Airport), (ИАТА: BWC, ИКАО: KBWC, FAA LID: BWC) — государственный гражданский аэропорт, расположенный в 1,6 километрах к северо-востоку от города Броли, округ Импириал (Калифорния), США.
Аэропорт главным образом обслуживает рейсы авиации общего назначения.

## Операционная деятельность
Муниципальный аэропорт Броли занимает площадь в 65 гектар, расположен на высоте метров 13 метров ниже уровня моря и эксплуатирует одну взлётно-посадочную полосу:
- 8/26 размерами 1342 х 18 метров с асфальтовым покрытием.